# Gare du Lido (Calvi)
La gare du Lido est une gare ferroviaire française de la ligne de Ponte-Leccia à Calvi (voie unique à écartement métrique), située sur le territoire de la commune de Calvi, dans le département de la Haute-Corse et la Collectivité territoriale de Corse (CTC). 
C'est un quai de gare des chemins de fer de la Corse (CFC) desservi par des trains périurbains. L'arrêt est facultatif (AF) ; il faut signaler sa présence au conducteur pour qu'il y ait un arrêt du train.

## Situation ferroviaire
Établie à 2 mètres d'altitude, la gare du Lido est située au point kilométrique (PK) ... de la ligne de Ponte-Leccia à Calvi (voie unique à écartement métrique), entre les gares de Balagne-Orizontenovu (AF) et de Calvi.
Elle dispose d'un quai court.

## Service des voyageurs

### Accueil
Halte CFC située au point kilométrique (PK) 119,37 de la ligne de Ponte-Leccia à Calvi (voie unique à écartement métrique), c'est un point d'arrêt non géré (PANG) à accès libre. Elle dispose d'un quai court. Arrêt facultatif (AF) : le train ne s'arrête que si la demande a été faite au conducteur. Accès aux personnes à mobilité réduite

### Desserte
Le Lido est desservie, éventuellement (AF), par des trains CFC de la « desserte suburbaine de Balagne » relation Calvi - Île-Rousse. Les horaires sont fluctuants en fonction de la saison (juillet-août) et du hors saison (le reste de l'année).

### Intermodalité
L'arrêt permet l'accès à la plage du Lido. Le stationnement des véhicules est possible à proximité.